# Омск-Фёдоровка
Омск-Фёдоровка — недостроенный аэропорт, возводившийся северо-западнее Омска в 15 км от границы города (в 27 км от центра города).
Незавершённое строительство этого аэропорта создаёт основные трудности в создании в Омске мультимодального транспортного узла, который должен располагаться на территории, прилегающей к аэропорту. Альтернативно разрабатываются, но также не реализуются другие ПЛЦ, а в обласной экономической стратегии одним из приоритетов обозначен новый межрегиональный ТЛЦ..
Ранее планировалось, что к 300-летию Омска (2016 год) строительство нового аэропорта будет завершено, а действующий будет закрыт. Однако новый губернатор Омской области Виктор Назаров в 2012-м году заявил о приостановлении строительства из-за недостатка средств и о модернизации аэропорта «Омск-Центральный». В мае 2016 года и в июне 2023 года в СМИ снова появлялись сообщения о том, что «Фёдоровка» будет построена.

## Проект
Одной из причин строительства аэропорта за чертой города является шумовое загрязнение, создаваемое расположенным в центральной части Омска аэропортом «Омск-Центральный». Зона зашумления от глиссады взлётно-посадочной полосы «Центрального» накрывает площадь более 10 тыс. га и проходит трёхкилометровой полосой через весь город с запада на восток. Эта наиболее ценная территория, расположенная в центре транспортных связей и инженерно-сетевых нагрузок, лишь ограниченно пригодна для жилищной застройки. При этом уже более 300 тысяч человек проживает в зоне недопустимого шумового загрязнения. Новый аэропорт должен решить эту проблему.
«Фёдоровка» должна стать частью трансконтинентального транспортного коридора, проходящего через Новосибирск (Толмачёво), Норильск, Красноярск (Емельяново), в рамках развития сотрудничества России и Китая.
Планируется, что новый аэропорт станет мультимодальным транспортно-логистическим центром международного значения. Площадь аэропорта — 600 га. Пропускная способность будущего аэропорта в десять раз превышает объёмы перевозок существующего аэропорта по состоянию на 2008 год, а к 2035 году «Омск-Федоровка» сможет обслуживать 1,6-2,3 млн пассажиров в год. Предполагалось, что в аэропорту будет базироваться новосозданная авиакомпания, а одним из способов доставки пассажиров в аэропорт станет будущий Омский метрополитен.

## История строительства
В 1979 году Совет Министров СССР принял решение о строительстве нового аэропорта в Омске. Работы начались в 1982 году, но к началу 90-х они полностью прекратились.
Уже в 1992 году журналист «Вашего Ореола» называл Фёдоровку «многострадальной». Летом этого года город посетила делегация американской компании «Ю Джи Эй», занимающейся строительством и обслуживанием аэропортов.
Попытки строительства нового аэропорта возобновлялись в 1996, 2001, 2005, 2008 годах в надежде на федеральное финансирование. В 2001 году строительство возобновилось с образованием ОАО «Аэропорт „Омск-Федоровка“».
Губернатор Омской области Леонид Полежаев заявлял, что «7 ноября 2008 года мы полетим с Фёдоровки». Однако вследствие кризиса указом президента России от 15 июля 2008 года акционерное общество «Омский аэропорт» было исключено из перечня стратегических предприятий, и финансирование остановилось.
По мнению бывшего генерального директора ОАО «Омский аэропорт» Сергея Круглова, истинные причины строительства аэропорта в Фёдоровке лежат в интересах областной власти: отложенные обязательства перед бизнесом (строительство высотных зданий, которые мешают безопасной работе аэропорта «Омск-Центральный») и стоимость земли ныне действующего аэропорта, которая превышает 90 млрд рублей.
Инвестиционное соглашение между правительством Омской области, Росавиацией и инвестором по завершению строительства аэропорта в Фёдоровке на две трети посвящено дележу земли действующего аэропорта. Также после получения имущества от Российской Федерации областная власть тут же отдаёт действующий аэропорт и Фёдоровку в некое АО, где себе оставляет 30 % уставного капитала, а 70 % отдает инвестору под обещание построить аэропорт за 5,3 млрд рублей, после чего он становится хозяином земли «Омск-Центрального». Технико-экономическое обоснование проекта отсутствует, на него нет даже технического задания, так как обосновать строительство аэропорта во время кризиса невозможно. Действительная стоимость строительства не 5,3 млрд рублей, а по меньшей мере 30-35 млрд рублей. Также в инвестиционном соглашении не указано, как будет работать построенный аэропорт. Однако инвестору в случае форс-мажора позволяется не исполнять обязательств по строительству (форс-мажором может быть мировой экономический кризис). Областное правительство не смогло объяснить, почему так срочно требуется строительство нового аэропорта в кризис.
По мнению Сергея Круглова, строительство Фёдоровки возможно при проведении конкурса, как минимум, всероссийского, с условием не только построить и сдать под ключ новый аэропорт со всей инфраструктурой, но и обеспечить его безубыточную работу с минимальной 10%-ной рентабельностью до выхода предприятия на самостоятельную безубыточную работу. Суммарные затраты составят 45 млрд рублей, из которых 10 растянуты на 18 лет, и это выгодно как для инвестора (с учётом стоимости земель аэропорта «Омск-Центральный», которые он получит), так и для областного бюджета.
В январе 2010 года правительство Омской области объявило открытый конкурс на разработку бизнес-плана строительства, максимальная стоимость конкурса составила 60,4 млн рублей. В марте победителем конкурса стал немецкий консорциум в составе компаний «Hochtief Aktiengesellschaft», «Cushman & Wakefield» и ООО «Руфаудит-Омское бюро». В июле 2010 года была завершена разработка первого этапа бизнес-плана аэропорта. Представленная стратегия развития аэропорта «Омск-Фёдоровка» состоит из двух этапов — строительство и ввод в эксплуатацию самого аэропорта (пропускная способность к 2025 году должна составить более миллиона человек в год), а затем — увеличение пассажиропотока до 1,5 млн. Возведение аэропорта «Омск-Фёдоровка» потребует порядка 150 млн долларов. В качестве основного финансового механизма рассматривается вариант частно-государственного партнерства.
18 ноября 2010 года правительством Омской области было решено, что сметная стоимость проекта составит не 150 млн евро, как раньше, а 163—215 млн.
31 августа 2011 года было объявлено о создании ОАО «Омск-Федоровка», как заказчика строительства аэропорта, и сносе некоторых существующих на территории аэропорта объектов, как мешающих новому проектированию и строительству. По заявлению представителей областной власти 51 % акций нового ОАО будет принадлежать инвестору, 49 % — Омской области. Единственным заинтересованным лицом пока выступило только омское НПО «Мостовик», однако в будущем планируется привлечение и других инвесторов. Очередной срок окончания строительства одного из главных омских долгостроев был указан как конец 2015 года.
13 октября 2011 года на пост председателя совета директоров ОАО «Омский аэропорт „Федоровка“» избрали начальника службы корпоративной и правовой работы НПО «Мостовик» Андрея Стерлягова. Заместителем Андрея Стерлягова назначили замминистра имущественных отношений Омской области Елену Бреер. Также в совет директоров вошли первый замминистра промышленной политики, транспорта и связи Виктор Белов, заместитель гендиректора НПО «Мостовик» Михаил Федяев и ещё один представитель «Мостовика» Наталья Кравченко.
Губернатор Омской области Леонид Полежаев обещал, что строительство аэропорта начнётся в январе 2012 года, однако работы не начались даже в апреле. Снос старых зданий аэропорта ещё не начинался, и деньги для него не были выделены. Это связано с тем, что все работы были приостановлены решением суда. Управление Федеральной антимонопольной службы по Омской области признало недействительными итоги конкурса по сносу старых объектов инфраструктуры Фёдоровки, в котором победило НПО «Мостовик», предложившее провести снос за 35 млн рублей. Неофициально в Западно-Сибирской транспортной прокуратуре поясняют, что стоимость этих работ может быть гораздо меньше. Конкурс должен быть произведён заново в форме аукциона. Заказчик работ «Дирекция по строительству аэропорта „Омск-Федоровка“» попытался в арбитражном суде обжаловать предписание прокуратуры, но суд посчитал его законным. Для вступления в силу этого решения апелляция рассмотрит в середине мая жалобу дирекции.
В мае 2013 году правительство Омской области продолжало вести поиск инвестора, предполагая, что аэропорт будет построен за счёт бизнеса. Оператором строительства выступает ОАО «Омский аэропорт», учредителями которого выступают Правительство Омской области и НПО Мостовик. Интерес к инвестированию в строительство аэропорта выразили французские авиакомпании ADP Ingenierie, MHB SAS, а также российская авиакомпания «Аэрофлот». Однако на февраль 2014 года существенных изменений в судьбе долгостроя не произошло, и Межгосударственная корпорация развития предложила выкупить акции ОАО «Омский аэропорт „Фёдоровка“», отмечая, что заинтересована в развитии аэропорта.
В августе 2017 года в СМИ появилась информация о том, что холдинг «Новапорт» Романа Троценко заявил о готовности вложить в новый омский аэропорт 11 млрд рублей и построить его за четыре года. Однако, позже представитель холдинга опроверг эту информацию.
27 сентября 2017 года губернатор Омской области Виктор Назаров в Москве провел переговоры с потенциальным инвестором, — управляющей компанией «Аэропорты Регионов», входящая в группу компаний Виктора Вексельберга «Ренова». Факт переговоров с правительством Омской области подтвердили в «Аэропортах Регионов»:
«Мы заинтересованы в участии в проекте развития аэропорта города Омска и изучаем такую возможность. В том числе обсуждаем перспективы этого проекта с руководством Омской области», — заявил директор по стратегическим коммуникациям УК «Аэропорты Регионов» Евгений Красиков.

### Фактическое состояние
В результате бетонирования огромных площадей (ВПП почти 3 км, перрон, рулёжные дорожки, внутрипортовые дороги и т. д.) при отсутствии дренажа и сбросного коллектора везде, где нет бетона, образовалось болото. Чтобы возобновить строительство (фактически – начать его с нуля), необходимо осушить болото и снести всё, построенное на данный момент.
На взлётно-посадочной полосе аэропорта проводятся автомобильные гонки. 5 июня 2010 года на основной полосе аэропорта прошли соревнования Открытого Кубка Сибири по дрэг-рейсингу и шоу.
На 2022 год аэропорт остается заброшенным, работы не ведутся.
В 2024 году губернатор Омской области Виталий Хоценко объявил о начале проектирования строительства нового здания аэропорта Омск-Федоровка. Начало строительства объявлено на 2026 год, планируется завершить строительство в 2028 году.

## Фёдоровка в культуре

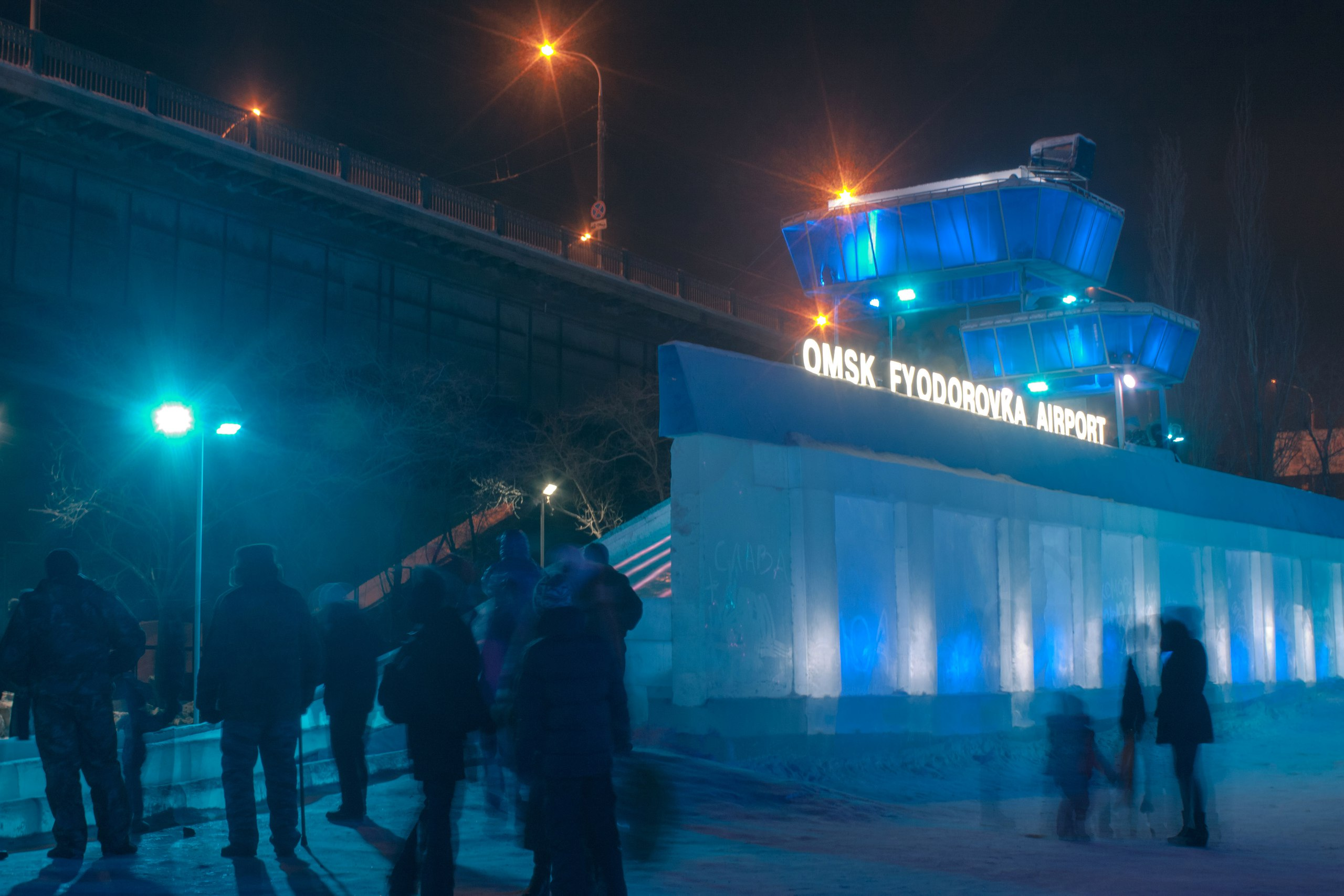
Ледовый городок «Беловодье» в Омске в январе 2016 года

В Омске недостроенный аэропорт «Фёдоровка», наряду с Омским метро, является символом несбывшихся надежд. На новый год-2016 в ледовом городке «Беловодье» были возведены ледяные скульптуры, отражающие эти надежды.